# IPv5
IPv5 (англ. Internet Protocol version 5) — це експериментальний протокол для UNIX-систем. Згідно зі стандартною UNIX (операційної системи комп'ютера) випуск конвенцій, всі непарні версії вважаються експериментальними. Він ніколи не був призначений для використання широкою публікою.
Протокол IPv5 існує, хоча його знають під іншою назвою  – Internet Stream Protocol (ST). Вперше  його представили у 1979 році у форматі технічної записки IEN 119. Мав відмінність від IPv6, те  що він повинен був не змінити IPv4, но розширити його  можливості  по роботі з потоковим аудіо. Можна сказати, що специфікація ST поклала початок таким концепціям, як пакетна передача речи та речевий потік (talkspurt).
Офіційна назва IPv5 так і не отримала поширення. Хоча поле версії в структурі IP-пакета протоколу ST містило номер п'ятої версії. У той же час протокол Internet Stream Protocol вирішили відмовитися від використання стрімінгових протоколів на базі UDP.
Однак IPv5 все ж заклав основу для сучасної технології VoIP. Ще тридцять років тому протокол реалізували в рамках експериментальної мережі Terrestrial Wideband Network, яку DARPA використовувало для симуляцій і відеоконференцій. Пізніше на протоколі побудували систему цифрового зв'язку Iris, якою користувалися канадські військові.
IPv5 використовував ту ж 32-розрядну адресацію, що й IPv4. Тобто згодом адреси протоколу IPv5 також закінчилися б. Саме тому у 1990-х роках розробили протокол нового покоління – IPv6 щоб усунути цю проблему.